# Сан-Марті-да-Льємана
Сан-Марті-да-Льємана — муніципалітет в Іспанії, у комарці Жиронес в Каталонії.

## Села
- Granollers de Rocacorba, 63
- Llorà, 343
- Sant Martí de Llémena, 83
- Les Serres, 20